# (32162) 2000 MV5
2000 MV5 (asteroide 32162) é um asteroide da cintura principal. Possui uma excentricidade de 0.15232220 e uma inclinação de 12.31637º.
Este asteroide foi descoberto no dia 25 de junho de 2000 por LINEAR em Socorro.